# 鞍狀關節
在兩平面內運動的關節

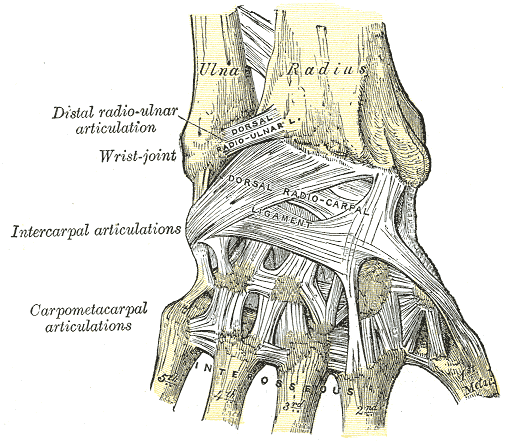
鞍狀關節示意圖

一個鞍狀關節包含兩個U形表面，彼此呈直角嵌合，中心部分接觸於兩骨塊的凹槽中，如同馬鞍置於馬背上，彼此可沿另一骨塊進行雙向的移動。此種關節常見於拇指與手指骨的交接處。

## 外部連結
- 鞍狀關節 （页面存档备份，存于）
- Diagram at phschool.com （页面存档备份，存于）
- Diagram at dorlingkindersley-uk.co.uk （页面存档备份，存于）